# Geraldine McCaughrean
Geraldine McCaughrean z domu Jones (ur. 6 czerwca 1951 w Londynie) – brytyjska pisarka, autorka powieści: historycznych, science fiction i fantasy, twórczyni literatury dla dzieci, młodzieży i dorosłych.
W 1977 ukończyła studia licencjackie na Canterbury Christ Church College. Otrzymała nagrody literackie: Carnegie Medal, i Guardian Award (obie za powieść A Pack of Lies), UK Reading Association Children's Book Award (za powieść Forever X), Michael L. Printz Award (za powieść The White Darkness), Katholischer Kinder- und Jugendbuchpreis (za powieść A Little Lower Than the Angels), trzykrotnie Whitbread Award (za powieści A Little Lower than the Angels, Gold Dust i Not the End of the World), czterokrotnie Nestlé Smarties Book Prize (za powieści Plundering Paradise, Kite Rider, Stop the Train i Smile!), trzykrotnie American Library Association Best Book for Young Adults Award (za Plundering Paradise, Kite Rider, Stop the Train i The White Darkness) oraz dwukrotnie Blue Peter Book Award (za książki A Pilgrim's Progress i Kite Rider).
Jest mężatką i ma córkę. Mieszka w Berkshire.

## Powieści
- A Little Lower Than the Angels (1987)
- A Pack of Lies (1989)
- seria Brambledown Tales

1. Blackberry Bunny (1989)
2. Henry Hedgehog's Hat (1989)
3. Little Brown Mouse (1989)
4. Tiny Chick's Tail (1989)
5. Hoppity Hare's Adventures (1989)
6. Piggy Goes to Market (1989)
7. The Rabbits' New Home (1989)

- seria Geraldine McCaughrean's Adult Novels

1. The Maypole (1989)
2. Fires' Astonishment (1990)
3. Vainglory (1991)
4. Lovesong (1996)
5. The Ideal Wife (1997)
6. Yellow Duckling's Story (1989)

- seria Geraldine McCaughrean's Retellings

1. El Cid (1989)
2. The Odyssey (1993)
3. Moby Dick (1996)

- Gold Dust (1993)
- seria Farmyard

1. Baabra Lamb (1994)
2. Blue Moo (1994)
3. Good Dog (1994)
4. Gregorie Peck (1994)

- seria Myths and Legends of the World

1. The Golden Hoard (1995)
2. The Silver Treasure (1996)
3. The Bronze Cauldron (1997)
4. The Crystal Pool (1998)

- seria Wizziwig

1. Wizziwig and the Crazy Cooker (1995)
2. Wizziwig and the Wacky Weather Machine (1995)
3. Wizziwig and the Singing Car (1995)
4. Wizziwig and the Sweet Machine (1995)

- On the Day the World Began (1995)
- Quest of Isis (1995)
- Cowboy Jess (1996)
- Plundering Paradise (1996)
- Cowboy Jess Saddles Up (1996)
- King Arthur (1996)
- Forever X (1997)
- seria Greek Myths

1. Theseus and the Minotaur, Orpheus and Eurydice, Apollo and Daphne (1997)
2. The Adventures of Odysseus (1998)
3. Jason and the Golden Fleece (1997)
4. Persephone and the Pomegranite Seeds (1997)
5. The Twelve Labours of Heracles (1997)
6. Perseus and the Gorgon Medusa (1997)
7. Daedalus and Icarus (King Midas) (1997)
8. The Wooden Horse (1997)

- Casting the Gods Adrift (1998)
- Too Big! (1999)
- Brave Magic (1999)
- The Stones Are Hatching (1999)
- The Great Chase (2000)
- seria Roman Myths

1. City of Dreams (2000)
2. Romulus and Remus (2000)
3. Burning the Books (2000)
4. A Shot in the Dark (2000)

- seria Cissy Sissney

1. Stop the Train (2001)
2. Pull Out All the Stops! (2010)

- The Kite Rider (2001)
- Six Storey House (2002)
- Gilgamesh the Hero (2002)
- Doctor Quack (2003)
- Showstopper (2003)
- The Jesse Tree (2003)
- Dog Days (2003)
- Jalopy (2003)
- seria Heroes

1. Hercules (2003)
2. Perseus (2003)
3. Theseus (2003)
4. Odysseus (2003)

- Smile! (2004)
- Not the End of the World (2004)
- The White Darkness (2005)
- Cyrano (2006)
- Mo (2006)
- Peter Pan in Scarlet (2006; wydanie polskie 2006 Piotruś Pan w czerwieni)
- Tamburlaine's Elephants (2007)
- The Death-defying Pepper Roux (2009)
- The Longest Story in the World (2009)
- seria Monacello

1. The Little Monk (2011)
2. The Wish-Bringer (2012)

- The Positively Last Performance (2013)
- The Middle of Nowhere (2013)
- Where the World Ends (2017)

## Zbiory opowiadań
- One Thousand And One Arabian Nights (1982)
- The Canterbury Tales (1984)
- The Orchard Book of Stories from the Ballet (1994)
- Stories from Shakespeare (1994)
- The New Windmill Book of Greek Myths (1997)
- The Orchard Book of Greek Gods and Goddesses (1997)
- The Doubleday Book of Princess Stories (1997)
- God's People (1997)
- The Orchard Book of Ballet Stories (1998)
- Orchard Book of Starry Tales (1998)
- Greek Gods and Goddesses (1998)
- God's Kingdom (1998)
- Golden Myths and Legends of the World (1999)
- The Orchard Book of Roman Myths (1999)
- Britannia: 100 Great Stories from British History (1999)
- My First Oxford Book of Stories (2000)
- The Orchard Book of Love and Friendship (2000)
- Daredevils and Desperadoes (2001)
- John Bunyan's a Pilgrim's Progress (2001)
- Knights, Kings and Conquerors (2001)
- Starry Tales (2001)
- 100 World Myths and Legends (2001)
- Roman Myths (2001)
- Rebels and Royals (2001)
- Ghosts, Rogues and Highwaymen (2002)
- Movers, Shakers and Record Breakers (2002)
- The Oxford Treasury of Fairy Tales (2003)
- Treasury Of Fairy Tales (2003)
- Sky Ship: and Other Stories (2004)
- The Questing Knights of the Faerie Queen (2004)
- Greek Heroes (2007)
- Princes and Princesses (wraz z czworgiem innych autorów; 2007)
- Magical Princess Stories (wraz z trojgiem innych autorów; 2009)
- Robin Hood and the Golden Arrow (2011)
- King Arthur And a World of Other Stories (2011)
- George and the Dragon (2011)
- The Orchard Book of Greek Myths (2013)
- Britannia (2014)
- A Wisp of Wisdom (wraz z dziewięciorgiem innych autorów; 2016)

## Książki ilustrowane
- The Story of Noah and the Ark (1989)
- Saint George and the Dragon (1989)
- The Story of Christmas (1989)
- The Cherry Tree (1991)
- Blue Moon Mountain (1994)
- The Little Angel (1995)
- Unicorns! Unicorns! (1997)
- Hope on a Rope (1998)
- Noah and Nelly (1998)
- Never Let Go (1998)
- Aesop's Fables (1998)
- The Story of the Nativity (1998)
- The Beauty and the Beast (1999)
- Grandma Chickenlegs (1999)
- How the Reindeer Got Their Antlers (2000)
- My Grandmother's Clock (2002)
- Bright Penny (2002)
- Fig's Giant (2005)
- Wenceslas (2005)
- Father and Son (2006)
- The Nativity Story (2007)
- Twelve Dancing Princesses (2011)
- Pittipat's Saucer of Moon (2012)
- The Nutcracker (2012)
- Go! Go! Chichico! (2013)

## Utwory dramatyczne
- Britannia on Stage (2000)
- The Greeks On Stage (2002)
- Doctor Faustus (2006)
- Fetch (2013)

## Literatura faktu
- My First Earth Book (1989)
- My First Space Book (1989)